# Cheilotrichia (Empeda) simplicior
Cheilotrichia (Empeda) simplicior is een tweevleugelige uit de familie steltmuggen (Limoniidae). De soort komt voor in het Oriëntaals gebied.